# Unitate (categorie militară)
Unitate este o categorie de unități militare care cuprinde:
- Unitățile militare de nivel Regiment
- Unitățile militare de nivel Batalion independent

De regulă, unitățile nu acționează individual, ci participă la acțiunile de luptă în cadrul marilor unități de tip Brigadă și Divizie (lupte și bătălii).